# Digosville
Digosville is een gemeente in het Franse departement Manche (regio Normandië). De plaats maakt deel uit van het arrondissement Cherbourg. Digosville telde op 1 januari 2022 1.665 inwoners.

## Geografie
De oppervlakte van Digosville bedroeg op 1 januari 2022 9,27 vierkante kilometer; de bevolkingsdichtheid was toen 179,6 inwoners per km².

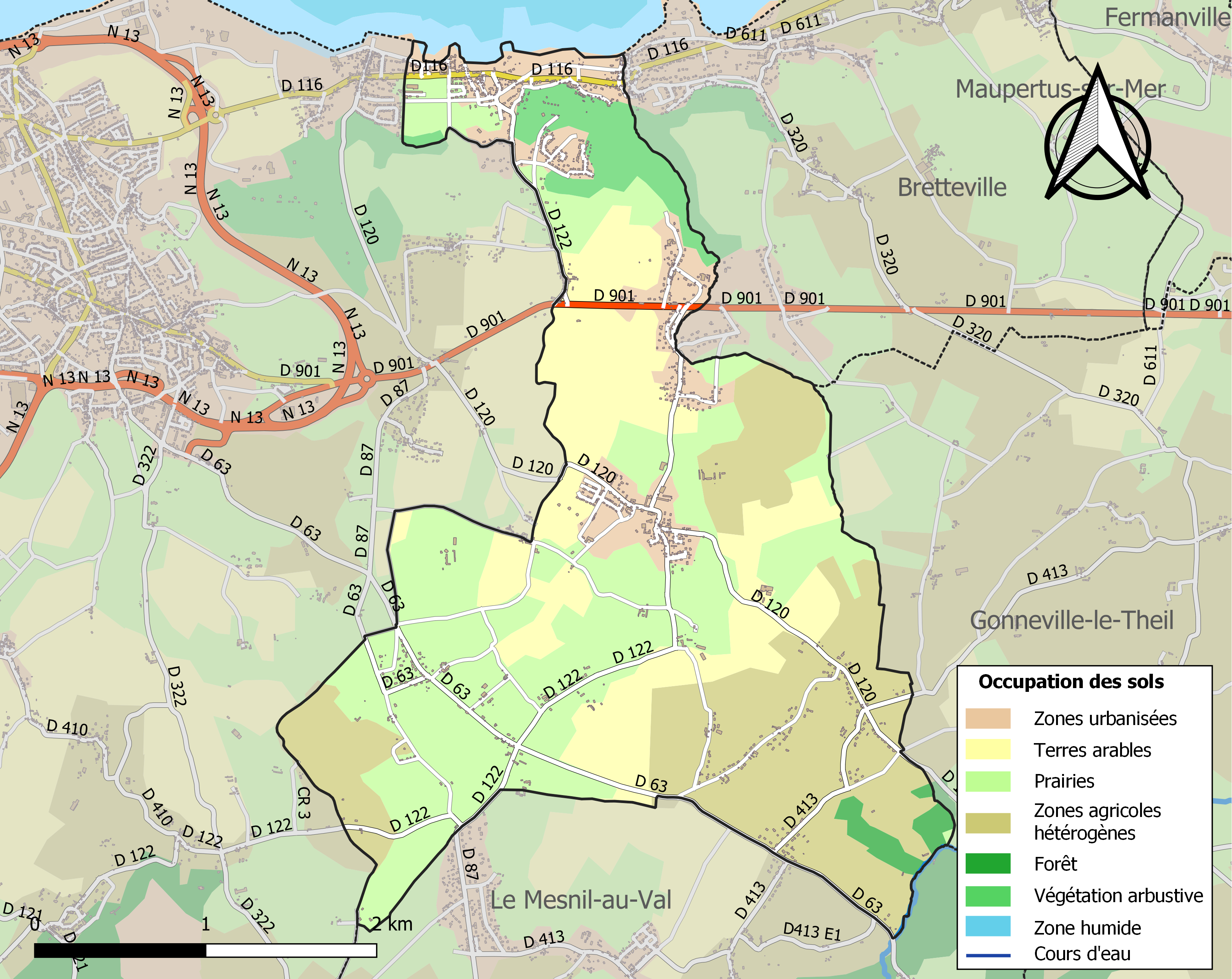
Kaart van de gemeente met de belangrijkste infrastructuur, bodemgebruik en omliggende gemeenten

## Demografie
Onderstaande figuur toont het verloop van het inwonertal (bron: INSEE-tellingen).

Bretteville · Cherbourg-en-Cotentin (deels) · Digosville · Le Mesnil-au-Val